# Kolonia Nowogródek Pomorski
Kolonia Nowogródek Pomorski – kolonia w Polsce położona w województwie zachodniopomorskim, w powiecie myśliborskim, w gminie Nowogródek Pomorski.
Nazwa miejscowości została formalnie uregulowana w 2009.
W latach 1975–1998 miejscowość administracyjnie należała do województwa gorzowskiego.